# Missouri (film)
Missouri (The Missouri Breaks) è un film western del 1976 diretto da Arthur Penn, con Marlon Brando e Jack Nicholson.
È un western moderno senza eroi, a volte crudo e cinico, che simpatizza per i ribelli, mostrando invece una certa intolleranza nei confronti di chi si propone come difensore dell'ordine. Una malinconica metafora delle disillusioni di un'epoca.

## Trama
Montana, 1870: David Braxton è un ricco allevatore che nella sua vita, grazie a tanti sacrifici e compiendo tanti sforzi, è riuscito a guadagnarsi grande fama e rispettabilità, riuscendo a mettere in piedi anche una stabile e bella famiglia. Un giorno nel paese arriva una banda di ladri di bestiame, guidata da Tom Logan, che in poco tempo provoca numerosi furti di bestiame. Braxton per difendersi dai furti ingaggia Robert Lee Clayton, uno stravagante avventuriero che tutti reputano un grande cacciatore di taglie. Lee Clayton ha il compito di eliminare la banda dei ladri compreso il capo Tom Logan. Logan, oltre a fare il ladro, ama molto il suo giardino che rende sempre più bello. Grazie alla bellezza di esso, Logan si incontrerà con Jane Braxton, figlia di David, della quale si innamorerà e con la quale avvierà una bella relazione ma malvista dal padre. Nel frattempo, Lee Clayton uccide uno dei componenti della banda, non prima di esserselo fatto amico con metodi stravaganti e alquanto insoliti per un cacciatore di taglie. In realtà egli si rivelerà più violento e sinistro di quanto ci si immagina. Logan viene rimproverato dai membri della banda per essersi perso dietro una donna e per aver lasciato morire l'amico. Lee Clayton, con le continue pressioni di Braxton, dà fuoco al rifugio della banda, per poi uccidere brutalmente l'ultimo membro sopravvissuto, non prima che quest'ultimo gli abbia fatto credere che Logan sia morto tra le fiamme. Lee Clayton verrà così ucciso da Tom, che gli taglierà la gola e ucciderà anche Braxton dopo che questo ha cercato a sua volta di ucciderlo.

## Produzione
Arthur Penn, giunto al suo terzo western dopo Furia selvaggia - Billy Kid (1958) e Piccolo grande uomo (1970) definendo il suo stato d'animo durante le riprese dichiara: "Un grosso film, con grossi attori, che è causa per me di una forte tensione. Ti aspetti anche questo però. Sono tutte persone originali, con idee originali. Così il lavoro è sempre interessante". Riguardo a Brando aggiunge: "Non ho fatto altro che sedermi e stare a guardare ciò che il folle genio dell'attore sapeva proporre. E Brando ha risposto con una delle sue creazioni più peculiari".
In un'intervista del 24 maggio 1976 sulla rivista Time Marlon Brando rivela che "ha cambiato l'intero sapore del personaggio – il cacciatore di taglie chiamato Robert E. Lee Clayton – inventando un'arma letale ricavata dall'unione di un arpione e una mazza che utilizza per uccidere. [...] Mi sono sempre chiesto come mai nella storia delle armi letali non fosse mai stata inventata questa particolare arma. Mi affascinava molto perché ero un esperto di lancio dei coltelli".
Il film fu movimentato dalle bizzarrie di Marlon Brando, che includevano la cattura delle cavallette dopo un giorno di sparatoria e i morsi a rane vive.
Il dizionario del cinema western della Electa considera eccezionale la recitazione di Brando ma non da meno quella di Nicholson.

## Accoglienza
Considerato probabilmente il film più atteso del 1976, per la contemporanea presenza di Brando (che aveva girato Il padrino e Ultimo tango a Parigi) e Nicholson (proveniente dal successo di Chinatown), fu invece un fallimento dal punto di vista commerciale e della critica.
Il cast eccezionale fece lievitare i costi di produzione. I due attori avevano preteso circa un milione di dollari a testa. Al buon successo avuto sul mercato europeo non corrispose un'uguale fortuna in patria.
Sul New York Times del 20 maggio 1976 Vincent Canby parlò di "una prestazione fuori controllo" di Brando. Nonostante la presenza delle due star il film incassò solamente 14 milioni di dollari.

## Curiosità
Il titolo originale del film, The Missouri Breaks, si riferisce ad un'area desolata e irregolare del Montana centro-settentrionale dove il fiume Missouri ha scavato nel corso delle ere geologiche profonde fenditure nel suolo chiamate breaks.
Il film, oltre a non recuperare con gli incassi le spese di produzione, si fece notare all'epoca per le inutili crudeltà inflitte agli animali nel girare le scene. Diversi cavalli rimasero feriti e uno morì, per cui il film è entrato nella "lista nera" dei film inaccettabili per l'American Humane Association, l'organizzazione che controlla la sicurezza dei bambini e degli animali utilizzati nelle riprese cinematografiche e televisive.
Nel film Old (2021), uno dei personaggi, Charles (Rufus Sewell), tenta più volte invano di ricordarsi il titolo di un film in cui Jack Nicholson e Marlon Brando hanno recitato insieme.
Il titolo del film non viene mai citato, ma l'unico film in cui i suddetti attori hanno recitato insieme è appunto "The Missouri Breaks".